# Folkskollärarnas pensionsinrättning
Folkskollärarnas pensionsinrättning inrättades 1866. 
Enligt 1842 års folkskolestadga berodde det av församlingens och skolstyrelsens prövning att åt en uttjänt skollärare, i mån av hans behov och tjänstgöringsår, tilldela som pension större eller mindre del av lönen. Vid 1850–1851 års riksdag beslöts, att av de vid 1851 års slut befintliga besparingarna på de vid föregående riksdagar anvisade medlen till folkundervisningens främjande 80 000 riksdaler banko finge avsättas, samt att, om innan nästa riksdag åtgärder bleve i ett eller flera stift vidtagna, till följd varav genom folkskollärarnas och församlingarnas bidrag en fond bildades inom varje särskilt stift till lärarnas pensionering, samt reglementen, byggda på vissa allmänna grunder, upprättades och av Kunglig Majestät fastställdes, skulle Kunglig Majestät äga att, med beräknande av summans billiga fördelning mellan alla stiften, av nämnda belopp tilldela ett bidrag för en gång till grundfond åt varje sålunda tillkommen pensionsanstalt. Vid följande riksdag blev det avsatta beloppet ställt till Kunglig Majestäts disposition även under följande statsregleringsperiod. Likartade beslut fattades vid de följande riksdagarna, varjämte vid 1862–1863 års riksdag till fondens förstärkande anvisades den besparing, som för 1861–1863 kunde uppkomma på de till folkskoleväsendets främjande av den personliga skyddsavgiften anvisade anslagen. 
Endast inom två stift, Linköpings och Härnösands, kom pensionsinrättningar till stånd. Reglementena för dessa blev 1856 fastställda av Kunglig Majestät, som av de för ändamålet avsatta medlen tilldelade pensionsinrättningarna sina grundfonder. Ännu 1864 omfattade vardera pensionsinrättningen endast ett mindre antal av stiftets skoldistrikt och skollärare, och inom dem båda yrkades på en omorganisering, så att pensioner måtte beredas även skollärarnas änkor och barn. Riksdagen, som 1857 på Kunglig Majestäts förslag medgivit en sådan förändring i förut bestämda grunder, att två eller flera närbelägna stift finge förena sig om en gemensam pensionsinrättning, anhöll 1863, att Kunglig Majestät måtte låta undersöka, på vilka grunder pensioneringen för folkskollärare mest ändamålsenligt skulle kunna ordnas. Sedan särskilda kommitterade 1864 avgivit Betänkande angående ordnandet af pensionsväsendet för folkskolelärarne samt deras enkor och barn, vari de utgått från de grundsatserna, att pensionsinrättningarna borde omfatta hela riket samt att folkskollärarnas pensionering borde åligga kommunerna med understöd av statsverket, men pensioneringen av änkor och barn däremot skollärarna själva, avgav Kunglig Majestät proposition i ämnet vid 1865–1866 års riksdag. 
I huvudsaklig överensstämmelse med Kunglig Majestäts förslag medgav riksdagen, att såväl den ännu innestående delen av den för ändamålet avsedda fonden som de till understöd för pensionsinrättningarna i Linköpings och Härnösands stift anvisade medlen, under förutsättning av bifall från delägarna i nämnda inrättningar, finge användas för folkskollärarnas pensionering, samt anvisade för pensioneringens upprätthållande ett årligt anslag på ordinarie stat, varjämte riksdagen som bidrag till folkskollärarnas änke- och pupillkassa anvisade ett årligt anslag. Sistnämnda belopp var avsett till bestridande av förvaltningskostnaderna. Dessutom hade, som ovan är nämnt, redan 1862–1863 års riksdag till fondens förstärkande anvisat en besparing, vilken även den överlämnades åt folkskollärarnas pensionsinrättning, då den 1867 började sin verksamhet. Från Linköpings och Härnösands stift avlämnades till pensionsinrättningen ovannämnda statsanslag jämte räntor. 
I sammanhang med folkskollärarkårens lönereglering vid 1918 års lagtima riksdag antogs också Kunglig Majestäts proposition att kraftigt höja det under riksstatens tionde huvudtitel uppförda anslaget "Bidrag till folkskollärarnas pensionering" och att under rubriken "Pensionsavgifter till folkskollärarnas pensionsinrättning" uppföra ett ordinarie förslagsanslag. I enlighet därmed ändrades genom kungörelse den 6 december 1918 reglementet av den 30 november 1866 angående folkskollärarnas pensionsinrättning bland annat därhän, att förbindelse till delaktighet i inrättningen ålades varje skoldistrikt och skolområde inte endast för ordinarie lärartjänst vid egentlig folkskola och högre folkskola, utan även varje skolområde för ordinarie ämneslärartjänster vid kommunal mellanskola och att delaktighetsbeloppet bestämdes till den kontanta avlöningen i högsta lönegraden. Pensionsåldern bestämdes för manlig lärare vid kommunal mellanskola till 65 år och för varje annan lärare till 60 år. För hel pension skulle erfordras för kvinnlig lärare vid kommunal mellanskola 30 tjänsteår och för varje annan lärare 33 tjänsteår.
1919 års lagtima riksdag biföll Kunglig Majestäts proposition, att i stället för Folkskollärarnas pensionsinrättning, Folkskollärarnas änke- och pupillkassa, Småskollärarnas med flera ålderdomsunderstödsanstalt och Barnmorskornas pensionsanstalt skulle från och med 1920 inrättas en Statens anstalt för pensionering av folkskollärare med flera, som skulle omfatta inte bara folk- och småskollärare, utan även veterinärer, sjuksköterskor och barnmorskor. Därjämte bestämdes, att alla lärare vid folk- och småskolor skulle få pensionsrätt enligt de för ordinarie folkskollärare gällande grunder och att pensionsåldern såväl för småskollärare som folkskollärare skulle vara 60 år. Uppskjuten pension skulle beräknas försäkringstekniskt och tillkomma alla i propositionen berörda befattningshavare. Åldersgränsen för barnpensionernas utgående höjdes från 18 till 21 år. På grund av  dessa beslut uppfördes under tionde huvudtiteln ett nytt ordinarie anslag, "Bidrag till Statens anstalt för pensionering av folkskollärare med flera". 
Den 31 december 1919 utfärdade Kunglig Majestät Instruktion för styrelse och befattningshavare vid Statens anstalt för pensionering av folkskollärare med flera och under samma år och dag reglemente för anstalten. Anstaltens styrelse utgjordes av tre ledamöter, dess tjänstemän av en direktor (även ledamot av styrelsen) samt två tjänstemän av andra och två av första lönegraden och tre kvinnliga biträden. Styrelsen förvaltade även Lärarnas vid elementärläroverken nya änke- och pupillkassa, Lasarettsläkarnas pensionskassa, Dövstumlärarnas pensionsanstalt, Lärarinnornas pensionsanstalt och Extra provinsialläkarnas pensionskassa.